# 蒙蒂尼莱蒙
蒙蒂尼莱蒙（法語：Montigny-les-Monts，法語發音：[mɔ̃tiɲi le mɔ̃]）是法国奥布省的一个市镇，位于该省西南部，属于特鲁瓦区。

## 地理
蒙蒂尼莱蒙（48°6'12"N, 3°56'48"E）面积14.63 平方千米，位于法国大東部大區奥布省，该省份为法国中北部省份，北起马恩省，西接塞纳-马恩省，西南至约讷省，东南至科多尔省，东临上马恩省。
与蒙蒂尼莱蒙接壤的市镇（或旧市镇、城区）包括：欧松、阿夫勒伊、沙穆瓦、达夫雷、圣法勒。

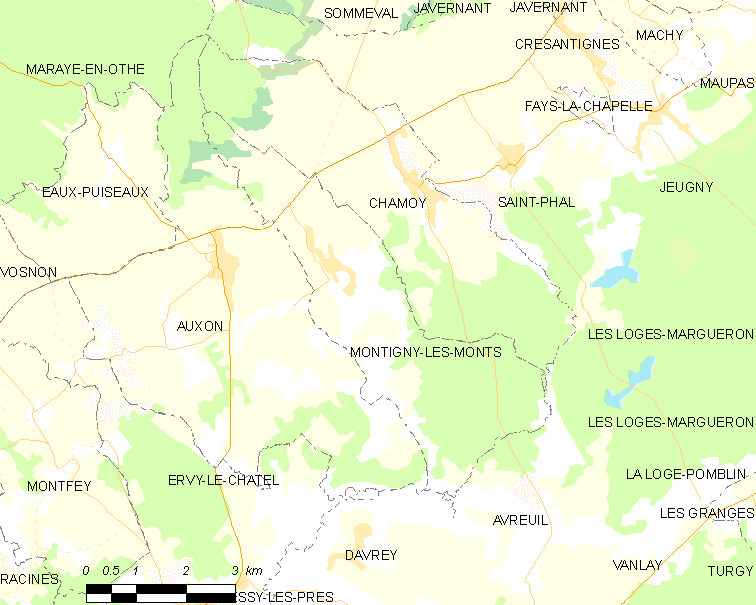
蒙蒂尼莱蒙的OSM定位图

蒙蒂尼莱蒙的时区为UTC+01:00、UTC+02:00（夏令时）。

## 行政
蒙蒂尼莱蒙的邮政编码为10130，INSEE市镇编码为10251。

## 政治
蒙蒂尼莱蒙所属的省级选区为艾克斯-维勒莫尔-帕利斯县。

## 人口

1962-2008年间蒙蒂尼莱蒙人口变化图示

蒙蒂尼莱蒙于2022年1月1日时的人口数量为250人。